# Max Mandelstamm

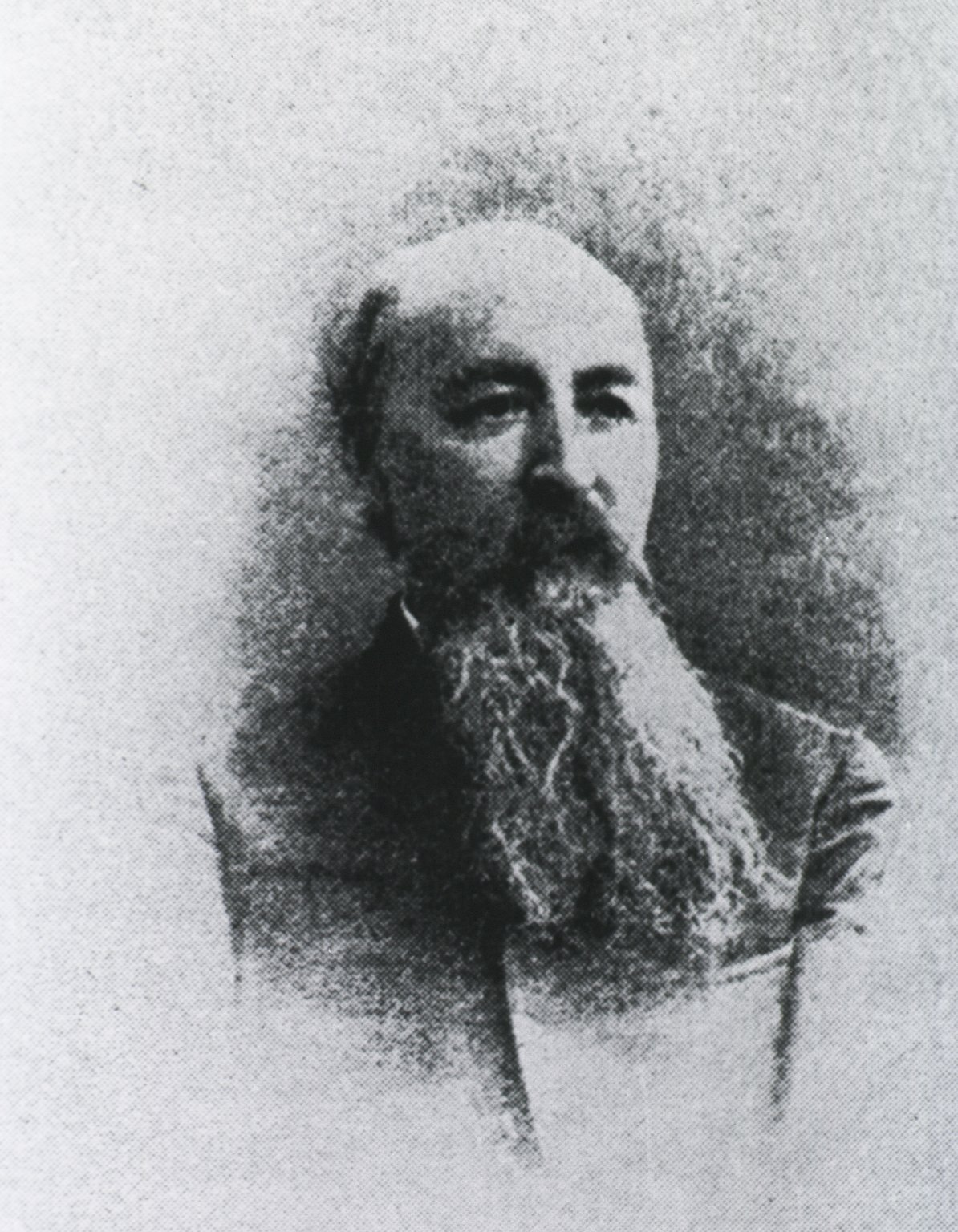
Max Mandelstamm

Max Emmanuel Mandelstamm, Maks Chaskielewicz Mandelsztam (ros. Макс (Эммануил) Хаскелевич Мандельштам, jid. מקס עמנואל מנדלשטם, ur. 16 maja 1839 w Żagorach, zm. 18 marca 1912 w Kijowie) – rosyjski lekarz okulista żydowskiego pochodzenia, działacz syjonistyczny.
Od 1868 do 1880 docent prywatny na katedrze okulistyki Uniwersytetu Kijowskiego, w 1880 założył prywatną klinikę okulistyczną.
Przyjaźnił się z Theodorem Herzlem i był aktywny w ruchu syjonistycznym.